# TV Port
TV Port è stato un circuito televisivo italiano nato alla fine degli anni Settanta. La sua principale attività consistette nell'acquisto di film e telefilm di provenienza statunitense per il mercato nazionale.

## Storia

### Nascita e dirigenti
Nacque a Milano nel 1979 con a capo i pubblicitari Mario Ainio e Cesare Bonasegale con la partecipazione delle aziende Star e Mira Lanza, che facevano da sponsor ai programmi messi in onda. Amministratore delegato era l'imprenditore Gianni Ferrauto. Nel 1980 entrarono anche il pubblicitario Giuliano Re come azionista, divenendone direttore generale nonché comproprietario, e Patrizia Re in qualità di responsabile.

### Distribuzione dei programmi ed emittenti affiliate
Il circuito provvedeva all'acquisto di film, telefilm e cartoni animati di provenienza americana, e alla distribuzione "gratuita" delle videocassette alle emittenti associate, in cambio del passaggio di due minuti di pubblicità preinseriti. Facevano parte del consorzio 90 emittenti, divise in due gruppi distinti dai colori azzurro e verde. Nel settembre 1979, le tv associate raggiunsero il numero di 128, con un terzo gruppo distinto dal colore giallo. TV Port ne riforniva direttamente 35, mentre le altre ricevevano i programmi (pre-registrati su videocassetta) da un gruppo di concessionarie pubblicitarie, tra cui GRT, Manzoni, STP, Publihertz, DP e Radiovideo.
Ogni settimana dagli uffici milanesi della società partivano 570 videocassette, che TV Port inviava a proprie spese alle emittenti, cioè 2 280 al mese e circa 24 000 all'anno che, dopo essere state trasmesse, venivano rimandate indietro, sempre a spese della società. Ogni cassetta doveva, volta per volta, essere etichettata con il titolo del programma, il numero della puntata, la sua durata, il tipo di pubblicità inserita e la sua collocazione nel palinsesto. Tutte le trasmissioni erano contraddistinte dalla sigla V.T.R. ("Videoselezione Top Rating"), che garantiva agli affiliati la messa in onda di programmi che avevano riscontrato un altissimo successo nel mercato internazionale.

### Il Circuito nazionale integrato e la chiusura
All'inizio del 1982 la formula a tre circuiti cessò di esistere con l'acquisizione della syndication da parte della STP-RV, nata dalla fusione tra la STP di Lorenzo Niccolini e la RadioVideo, e alla SEPI del gruppo Fincom di Calisto Tanzi. Nacque perciò un nuovo soggetto, il «Circuito nazionale integrato», che durò fino al 31 agosto del 1986, quando terminò le attività anche TV Port. Alcuni programmi rimasti in sospeso su quest'ultimo furono però riproposti nel 1987 dal nascente circuito Odeon TV nella fascia mattutina riservata alla programmazione delle tv regionali affiliate. In questa fascia oraria furono trasmesse anche le repliche di alcuni programmi già  proposti da Euro TV, il circuito nazionale da cui nacque Odeon Tv.

## Programmi

### Telefilm
- Agenzia Rockford
- Angie
- Assassinio nella lana
- Baretta
- Barnaby Jones
- Bonanza
- Captain and the King
- Claudio
- Custer
- Delitto dietro le quinte
- Dipartimento S
- Edward & Mrs. Simpson
- Emergency!
- Fantasilandia
- Get Smart
- I giovani avvocati
- Il magnifico King
- Il padre della sposa
- Il pirata
- Il virginiano
- Kingston
- L'ispettore Regan
- La Casa Bianca dalla porta di servizio
- La nuova terra
- La soffiata
- Laramie
- Laura
- Missione impossibile
- Movin' on
- Nanà
- Napoleone e l'amore
- New York, Police Department
- Pearl Harbour
- Peyton Place
- QB VII - Crimine di guerra
- Taxi
- Thérése Raquin
- Tony e il professore
- Van der Valk
- Vega$
- Washington a porte chiuse
- Watergate
- WKRP in Cincinnati

### Cartoni animati
- Don Chuck Castoro
- Gackeen, il robot magnetico
- I viaggi di Gulliver
- Kimba, il leone bianco
- Le avventure di Marco Polo
- Candy Candy

## Emittenti affiliate
Circuito azzurro
- TVS - Genova
- GRP - Torino
- Milano TV - Milano
- Telesanterno - Casalfiumanese (BO)
- GBR - Roma
- Telecapri - Capri
- T.R. Catanzaro 104 - Catanzaro
- TVE Teletna - Catania
- Telespazio TV - Messina
- Teleiblea - Ragusa
- TGS - Palermo

Circuito verde
- TAM - Varese
- Telebarbara - Pordenone
- TelePadova - Padova
- Tele 37 - Firenze
- TVR Voxson - Roma
- T.R.E. - Roma
- Telenorba - Bari
- Euro Tele 99 Crotone - Crotone
- R.T.C. Radio Tele Calabria - Catanzaro
- CTS TeleStretto - Messina
- Tele Sicilia - Palermo
- Tele Scirocco - Trapani
- Antenna Sicilia - Catania
- R.T.M. Radio Televisione Meridionale - Mazara del Vallo

Circuito giallo
- Teleradiocity - Alessandria
- Triveneta - Padova
- La Uomo Tv - Roma
- TeleBari - Bari
- Teleregione Color - Barletta
- Teleuno - Cosenza
- R.S.T. Radio Sud Television - Reggio Calabria
- Radio Tele Ionica - Catania
- C.T.S. Compagnia Televisiva Siciliana - Palermo
- I.T.C. Independent Television Color - Palermo
- Tele 2000 Video - Palermo
- Tele Radio Ragusa - Ragusa
- RTM Radio Televisione Meridionale - Trapani
- Videolina - Cagliari